# Jonas Moore
Jonas Moore (vers 1617 - vers 1679) est un mathématicien anglais. 